# Torpol
Torpol – polskie przedsiębiorstwo zajmujące się budową, modernizacją i remontami infrastruktury szynowej.
Torpol powstał w 1991 roku jako prywatne przedsiębiorstwo. Początkowo zajmował się remontami przemysłowych bocznic kolejowych. Z czasem rozszerzył swoją działalność o świadczenie usług dla PKP, a później dla PKP PLK. W latach 2006–2014 przedsiębiorstwo wchodziło w skład grupy kapitałowej Polimex-Mostostal. W 2012 roku przyjęła formę prawną spółki akcyjnej, a od 2014 roku jest notowana na Giełdzie Papierów Wartościowych w Warszawie. Spółka prowadzi swoją działalność również na terenie Norwegii. W kwietniu 2023 roku kontrolny pakiet akcji (38%) firmy Torpol S.A. zakupił Centralny Port Komunikacyjny spółka z o.o..
Do najważniejszych realizacji spółki należą m.in.: przebudowy wielu ważnych odcinków linii kolejowych E20, E30 i E65, będących polską częścią paneuropejskich korytarzy transportowych, jak również wybudowanie nowoczesnych tras tramwajowych na terenie Poznania i Gdańska oraz Bergen i Oslo w Norwegii.
Bazę sprzętowo-transportową spółki tworzy ponad 70 wyspecjalizowanych jednostek. Do najważniejszych z nich należą pociąg do potokowej wymiany nawierzchni typu SUM, podbijarki torowe UNIMAT 08-275/3S oraz CSM 09-32, profilarki tłucznia SSP 110 SW i USP 5000, a także oczyszczarki tłucznia RM76 wraz z transporterami materiałów sypkich MFS 40 oraz suwnice PTH 350 i palownica i dwudrogowa zgrzewarka szyn. Od 2011 roku spółka posiada również certyfikat bezpieczeństwa, uprawniający do prowadzenia towarowych przewozów kolejowych.

## Charakterystyka
Przedsiębiorstwo specjalizuje się w kompleksowej realizacji obiektów komunikacyjnych: szlaków i stacji kolejowych, torowisk tramwajowych, dróg i ulic oraz obiektów inżynieryjnych wraz z pełną infrastrukturą towarzyszącą. Świadczy usługi z zakresu budowy, modernizacji i remontów sieci elektroenergetycznych napowietrznych i kablowych, sygnalizacji świetlnej sterowania ruchem drogowym, oświetlenia ulicznego oraz sieci telekomunikacyjnych, a także usług projektowych dotyczących inwestycji komunikacyjnych transportu szynowego i drogowego.
Spółka Torpol zrealizowała dla PKP PLK modernizacje odcinków linii kolejowych: nr 61, nr 131, nr 140, nr 173, nr 272, nr 351 i nr 395. Głównym kontraktem były prace przy modernizacji odcinków kolejowych korytarzy transportowych: E 20, E 30 i E 65.
Firma uczestniczyła w projektowaniu i modernizacji m.in. kolejowego korytarza transportowego E 75 (Warszawa – Sadowne), kolejowego korytarza transportowego E 59 (Czempiń – Poznań), a także przy budowie nowego dworca kolejowego Łódź Fabryczna. Ponadto Torpol zajęła się budową i modernizacją torowisk tramwajowych w Poznaniu, Gdańsku i Olsztynie.

## Tabor
Torpol jest licencjonowanym przewoźnikiem kolejowym o identyfikatorze literowym TOR. Tabor trakcyjny spółki stanowią lokomotywy: SM42, TEM2. Ponadto firma dysponuje maszynami torowymi: pociągiem do potokowej wymiany nawierzchni SUM 312, uniwersalną podbijarką torową UNIMAT 08-275/3S, profilarką tłucznia USP 5000, a także oczyszczarką tłucznia RM74 wraz z transporterami materiałów sypkich MFS 40 oraz suwnicami PTH 350.

## Linkowanie zewnętrzne
- Strona własna torpol.pl